# John Clark (gouverneur de Géorgie)
Pour les articles homonymes, voir John Clark (homonymie).
John Clark (28 février 1766 – 12 octobre 1832) est un homme politique américain qui fut gouverneur de Géorgie de 1819 à 1823.

## Biographie
John Clark est né le 28 février 1766 dans le comté d'Edgecombe en Caroline du Nord, fils aîné d'Elijah Clarke (en) et de Hannah Arrington. Au début des années 1770, sa famille s'installe en Géorgie.
Lorsqu'éclate la guerre d'indépendance des États-Unis, il rejoint l'unité de son père et participe notamment aux batailles de Kettle Creek et de Musgrove Mill (en). Après la guerre, il continue de servir dans la milice de Géorgie et est élevé au grade de brigadier général en 1792 puis de major général en 1796.
Clark sert à la Chambre des représentants de Géorgie de 1801 à 1803 puis se présente sans succès au poste de gouverneur de Géorgie en 1813 et 1817. Il finit par remporter les élections en 1819 et 1821 face à George Michael Troup mais est battu lors de l'élection de 1825. Il se retire alors de la politique et part s'installer avec sa famille en Floride en 1827 où il accepte l'offre du président Andrew Jackson de devenir agent indien et gardien des forêts publiques.
Il meurt de la fièvre jaune le 12 octobre 1832 en Floride. Le 6 avril 1923, ses restes et ceux de son épouse sont transférés au cimetière national de Marietta par les Filles de la Révolution américaine.